# Leichtathletik-Länderkampf der Männer 1940 Italien – Deutschland
| 4. Leichtathletik-Länderkampf mit deutscher Beteiligung 1940 | 4. Leichtathletik-Länderkampf mit deutscher Beteiligung 1940 |               |
| ------------------------------------------------------------ | ------------------------------------------------------------ | ------------- |
|                                                              |                                                              |               |
| Ländervergleich der Männer: Italien – Deutschland            |                                                              |               |
| Austragungsort                                               | Turin                                                        |               |
| Wettbewerbe                                                  | 19                                                           |               |
| Datum                                                        | 13./14. September                                            |               |
| 1. GER 2. ITA                                                | 94,5 Punkte 83,5 Punkte                                      |               |
| Chronik                                                      |                                                              |               |
| ← FIN-GER-SWE (M)                                            | HUN-GER (M) →                                                | HUN-GER (M) → |

Der vierte Vergleich des Länderkampfjahres 1940 brachte den deutschen Männern mit Italien denselben Gegner wie bereits am ersten Augustwochenende in Stuttgart. Die Begegnung Anfang August hatte Deutschland klar gewonnen. Das zweite Aufeinandertreffen mit Italien im Jahr 1940 fand am 13./14. September im italienischen Turin statt.

## Wettbewerbe und Modus
Ausgetragen wurde ein ausführliches Länderkampfprogramm mit neunzehn Wettbewerben verteilt auf zwei Veranstaltungstage. Die Punktevergabe wurde genauso gehandhabt wie in den beiden Aufeinandertreffen der Frauen und Männer mit Italien in den ersten beiden Länderkämpfen des Jahres. Abweichend vom in den Einzeldisziplinen später üblichen Wertungssystem erhielt der Sieger nur vier statt fünf Punkte. Die Staffel wurde mit drei zu eins gewertet.

## Ergebnis
Im Laufbereich konnte Italien die Rennen über 400 und 800 Meter, die beiden Hürdenläufe über 110 und 400 Meter sowie beide Staffeln für sich entscheiden. Nur fünf Laufwettbewerbe gingen an Deutschland. Von den technischen Disziplinen gewann Italien den Weitsprung und den Diskuswurf. Die anderen drei Sprungwettbewerbe, die beiden verbleibenden Wurfwettbewerbe sowie das Kugelstoßen gewannen Deutschlands Leichtathleten. In der Gesamtwertung siegte am Ende Deutschland knapper als Anfang August diesmal mit 94,5 zu 83,5 Punkten.

## Resultate

### 100 m
| Platz | Athlet             | Land | Zeit (s) |
| ----- | ------------------ | ---- | -------- |
| 1     | Harald Mellerowicz | GER  | 10,7     |
| 2     | Carlo Monti        | ITA  | 10,7     |
| 3     | Orazio Mariani     | ITA  | 10,7     |
| 4     | Manfred Kersch     | GER  | 10,7     |

Datum: 14. September

### 200 m
| Platz | Athlet             | Land | Zeit (s) |
| ----- | ------------------ | ---- | -------- |
| 1     | Harald Mellerowicz | GER  | 21,5     |
| 2     | Orazio Mariani     | ITA  | 21,6     |
| 3     | Tullio Gonnelli    | ITA  | 21,6     |
| 4     | Willi Bönecke      | GER  | 21,7     |

Datum: 13. September

### 400 m
| Platz | Athlet          | Land | Zeit (s) |
| ----- | --------------- | ---- | -------- |
| 1     | Mario Lanzi     | ITA  | 46,7     |
| 2     | Erich Linnhoff  | GER  | 48,2     |
| 3     | Aldo Ferassutti | ITA  | 48,4     |
| 4     | Fritz Ahrens    | GER  | 48,6     |

Datum: 14. September

### 800 m
| Platz | Athlet           | Land | Zeit (min) |
| ----- | ---------------- | ---- | ---------- |
| 1     | Mario Lanzi      | ITA  | 1:50,2     |
| 2     | Hans Brandscheit | GER  | 1:52,5     |
| 3     | Alfred Grau      | GER  | 1:54,4     |
| 4     | Bruno Donnini    | ITA  | 1:57,9     |

Datum: 13. September

### 1500 m
| Platz | Athlet          | Land | Zeit (min) |
| ----- | --------------- | ---- | ---------- |
| 1     | Ludwig Kaindl   | GER  | 3:57,6     |
| 2     | Guerrino Vitale | ITA  | 3:58,6     |
| 3     | Dieter Giesen   | GER  | 4:00,0     |
| 4     | Carlo Bertocchi | ITA  | 4:01,8     |

Datum: 14. September

### 5000 m
| Platz | Athlet               | Land | Zeit (min) |
| ----- | -------------------- | ---- | ---------- |
| 1     | Otto Eitel           | GER  | 14:51,2    |
| 2     | Giuseppe Beviacqua   | ITA  | 14:52,2    |
| 3     | Hermann Eberlein     | GER  | 14:52,4    |
| 4     | Salvatore Mastroieni | ITA  | 15:28,8    |

Datum: 13. September

### 10.000 m
| Platz | Athlet             | Land | Zeit (min) |
| ----- | ------------------ | ---- | ---------- |
| 1     | Giuseppe Beviacqua | ITA  | 31:09,0    |
| 2     | Toni Haushofer     | GER  | 31:38,0    |
| 3     | Max Syring         | GER  | 32:02,4    |
| 4     | Cesarino Bianchi   | ITA  | 32:22,0    |

Datum: 14. September

### 110 m Hürden
| Platz | Athlet          | Land | Zeit (s) |
| ----- | --------------- | ---- | -------- |
| 1     | Gianni Caldana  | ITA  | 14,9     |
| 2     | Ernst Leitner   | GER  | 14,9     |
| 3     | Edoardo Eritale | ITA  | 14,9     |
| 4     | Ernst Becker    | GER  | 15,0     |

Datum: 14. September

### 400 m Hürden
| Platz | Athlet            | Land | Zeit (s) |
| ----- | ----------------- | ---- | -------- |
| 1     | Max Mayr          | GER  | 54 3     |
| 2     | Giuseppe Fantone  | ITA  | 54 3     |
| 3     | Heinz Brand       | GER  | 54 3     |
| 4     | Guerrino Colautti | ITA  | 56,2     |

Datum: 13. September

### 4 × 100 m Staffel
| Platz | Besetzung          | Land                                                              | Zeit (s) |
| ----- | ------------------ | ----------------------------------------------------------------- | -------- |
| 1     | Königreich Italien | Guido Gritti Edoardo Daelli Orazio Mariani Tullio Gonnelli        | 40,6     |
| 2     | Deutsches Reich    | Jakob Scheuring Harald Mellerowicz Karl Neckermann Manfred Kersch | 40,8     |

Datum: 13. September

### 4 × 400 m Staffel
| Platz | Besetzung          | Land                                                              | Zeit (min) |
| ----- | ------------------ | ----------------------------------------------------------------- | ---------- |
| 1     | Königreich Italien | Ottavio Missoni Aldo Ferassutti Gioacchino Dorascenzi Mario Lanzi | 3:12,8     |
| 2     | Deutsches Reich    | Cuno Wieland Max Mayr Erich Linnhoff Fritz Ahrens                 | 3:15,6     |

Datum: 14. September

### Hochsprung
| Platz | Athlet            | Land | Höhe (m) |
| ----- | ----------------- | ---- | -------- |
| 1     | Hermann Nacke     | GER  | 1,93     |
| 2     | Eugenio Donadoni  | ITA  | 1,90     |
| 3     | Horst Schlegel    | GER  | 1,85     |
| 4     | Alfredo Campagner | ITA  | 1,85     |

Datum: 14. September

### Stabhochsprung
| Platz | Athlet                | Land | Höhe (m) |
| ----- | --------------------- | ---- | -------- |
| 1     | Rudolf Glötzner       | ITA  | 4,00     |
| 2     | Josef Haunzwickel     | ITA  | 4,00     |
| 3     | Mario Romeo           | GER  | 3,90     |
| 4     | Giambattista Boscutti | GER  | 3,60     |

Datum: 13. September

### Weitsprung
| Platz | Athlet          | Land | Weite (m) |
| ----- | --------------- | ---- | --------- |
| 1     | Arturo Maffei   | ITA  | 7,36      |
| 2     | Gino Pederzani  | ITA  | 7,25      |
| 3     | Günter König    | GER  | 7,09      |
| 4     | Rudolf Glötzner | GER  | 7,03      |

Datum: 14. September

### Dreisprung
| Platz | Athlet               | Land | Weite (m) |
| ----- | -------------------- | ---- | --------- |
| 1     | Fritz Gleim          | GER  | 14,41     |
| 2     | Alessandro Bettaglio | ITA  | 14,32     |
| 3     | Piero Pieracci       | ITA  | 14,12     |
| 4     | Hans Mähnert         | GER  | 13,79     |

Datum: 13. September

### Kugelstoßen
| Platz | Athlet          | Land | Weite (m) |
| ----- | --------------- | ---- | --------- |
| 1     | Heinrich Trippe | GER  | 16,60     |
| 2     | Josef Bongen    | GER  | 15,21     |
| 3     | Angiolo Profeti | ITA  | 14,95     |
| 4     | Enea Bertocchi  | ITA  | 14,59     |

Datum: 13. September

### Diskuswurf
| Platz | Athlet            | Land | Weite (m) |
| ----- | ----------------- | ---- | --------- |
| 1     | Adolfo Consolini  | ITA  | 50,24     |
| 2     | Heinrich Trippe   | GER  | 48,50     |
| 3     | Johann Wotapek    | GER  | 47,09     |
| 4     | Giorgio Oberweger | ITA  | 44,24     |

Datum: 14. September

### Hammerwurf
| Platz | Athlet              | Land | Weite (m) |
| ----- | ------------------- | ---- | --------- |
| 1     | Karl Storch         | GER  | 57,71     |
| 2     | Erwin Blask         | GER  | 53,75     |
| 3     | Teseo Taddia        | ITA  | 48,19     |
| 4     | Giovanni Cantagalli | ITA  | 47,54     |

Datum: 13. September

### Speerwurf
| Platz | Athlet             | Land | Weite (m) |
| ----- | ------------------ | ---- | --------- |
| 1     | Herbert Loose      | GER  | 63,85     |
| 2     | Erwin Pektor       | GER  | 62,89     |
| 3     | Antonio Vucchasina | ITA  | 60,30     |
| 4     | Bruno Rossi        | ITA  | 59,00     |

Datum: 14. September